# Line Records
Line Records foi uma gravadora de música no mercado gospel, um selo da Record Produções e Gravações. Foi fundada no Rio de Janeiro, em março de 1991. É também associada à ABPD. Depois, com o objetivo de atender à demanda de música no mercado gospel, criou o departamento de produções de músicas gospel, onde o primeiro produtor contratado para lançar este departamento foi o cantor e compositor Tonny Sabetta A primeira produção feita por ele e lançada no mercado com muito sucesso foi da cantora Melissa, com o LP Voz do Coração. Tonny Sabetta dirigiu várias produções de sucesso entre eles, Marcelo Crivela, Nelson Ned, e Mara Maravilha.

## História
A Line Records lançou diversas coletâneas. Uma das mais populares era as intituladas Louvor Delas, onde havia uma seleção com músicas de cantoras e Louvor Deles, só com músicas dos cantores. Outra coletânea de marca registrada é As canções preferidas do Bispo Macedo. Lançada em 6 volumes, as coletâneas registravam as músicas preferidas do Bispo. Alguns volumes registraram vendas de mais de 100 mil cópias.
Mas a partir de 2003, a gravadora colocou no mercado a Seleção de Ouro, a coletânea mais popular. Curiosamente, a gravadora lançou em 1996 um CD com esse nome com canções de Sérgio Lopes. Inicialmente, dez cantores tiveram suas seleções lançadas, mas devido ao grande sucesso a gravadora decidiu lançar seleções de mais cantores. E logo depois, algumas seleções tiveram segundo volume. O diferencial desta coletânea é que não apenas as músicas de sucesso eram incluídas no CD. Além disso, nas seleções não havia músicas apenas gravadas na Line, mas sim em outras gravadoras também.
Para divulgar melhor os seus produtos, a gravadora apostou em um programa de televisão, chamado Gospel Line. O programa estreou em 1995 e ficou no ar até 2007. A Line Records já se chamou Record Music.
Em 12 de julho de 2007, para comemorar os 15 anos da gravadora, foi feito um show no Vivo Rio, com a participação de vários artistas do cast. Este show foi lançado em DVD. A gravadora também acumula uma série de prêmios. Entre eles , três vitórias no Grammy Latino  com os álbuns Deixa o Teu Rio me Levar, Tengo Sed de Ti e Som da Chuva, todos da cantora Soraya Moraes. Além disso, a gravadora também ganhou o prêmio Brazilian Gospel Music em 2010, na Categoria Gravadora Destaque nos Estados Unidos. E também acumula vários prêmios no Troféu Talento, em diversas categorias.
Em fevereiro de 2012, foi anunciado que a Line Records pretendia encerrar as atividades e quitar suas dívidas nos próximos cinco anos. Em 2013, os artistas que estavam na gravadora foram transferidos para a MC Editora Gospel, de Mauro Macedo.